# Dominique Siassia
Dominique Siassia (ur. 18 lipca 1979 w Ostenburgu) – niemiecka aktorka i piosenkarka.

## Życie i kariera
W wieku 9 lat z powodu wojny domowej Dominique opuściła Kongo – Brazzaville wraz z matką. Udali się do NRD; było to tuż przed upadkiem muru berlińskiego. Z Saksonii Dominique wraz z matką i dziadkiem udali się do Niemiec zachodnich. Rok później ojciec Dominique również opuścił Kongo i udał się do Niemiec.
Dominique ukończyła szkołę podstawową w Duisburgu – Bruckhausen. Oraz Liceum Franz-Haniel w Duisburg-Homberg.
Po ukończeniu liceum w 2000 roku dostała się na studia w Folkwang Universität der Künste. Po zakończeniu studiów grała w wielu spektaklach teatralnych. Między innymi zagrała na Festiwalu Ruhry w 2006 roku pod kierownictwem Ingo Warserka. Brała udział w wielu produkcjach muzycznych. Pod koniec 2006 roku pracowała jako rzeczniczka w radiu WDR 5.
Podczas nauki pracowała jako modelka, miała kontakty z firmą Adidas i Cerruti. W trakcie nauki w liceum pracowała jako nauczycielka tańca w stylach tanecznych tańca afrykańskiego. Brała udział w konkursach tanecznych i wygrała w występie na "Duisburger Tanztagen". W 2007 roku ARD zaproponowało jej rolę Samii Bergmeister w trzecim sezonie telenoweli Burza uczuć – była pierwszą Afro-niemiecka aktorką z główną rolą w tej produkcji. W 2010 roku pojawiła się gościnnie w odcinku "Pathologin Dr. Jentsch" telenoweli Anna und die Liebe w SAT.1. 
Dominique posługuje się językiem francuskim i niemieckim. Obecnie mieszka w Berlinie. Od 2010 Dominique nawróciła się na buddyzm.